# Мюллер-Тургау
Мюллер-Тургау (нем. Müller-Thurgau) — технический (винный) сорт винограда, используемый для производства белых вин. Выведен швейцарским ботаником Германом Мюллером в немецком Гайзенхайме.

## История
Сорт был получен в результате долгосрочной селекционной программы, начатой Мюллером в 1882 году и продолжавшейся, как минимум, до 1891 года. Ранее полагалось, что он был получен скрещиванием Рислинг × Сильванер, однако последние исследования ДНК показывают, что родителями являются сорта Рислинг × Мадлен рояль.
Целью Мюллера было совместить ароматические свойства Рислинга с ранним и более надёжным вызреванием Сильванера. Экспериментальные посадки в Гайзенхайме продолжались до 1890 года, а в 1891 году в Веденсвиль было отправлено 150 саженцев, эксперименты с которыми продолжил Генрих Шелленберг (нем. Heinrich Schellenberg; 1868−1967).
По итогам экспериментов наиболее успешным клоном был признан номер 58, который и получил новое название Riesling × Silvaner 1. Лозы этого сорта начиная с 1908 года были разосланы по Швейцарии и за ее пределы, и в 1913 году сто лоз были отосланы из Веденсвиля обратно в Гайзенхайм, Августу Дерну (нем. August Dern; 1858−1930), который и работал вместе с Мюллером над его селекционной программой. Именно Дерн дал сорту имя  Мюллер-Тургау. Сам Мюллер называл его только как Riesling × Silvaner 1, хотя уже сомневался, что второй родитель, это Сильванер, и высказывал предположение, что произошла какая-то ошибка, когда селекционный материал передавали из Гайзенхайма в Веденсвиль.

### В поисках настоящих родителей
У Мюллера сомнения в том, что сорт был получен скрещиванием Рислинг × Сильванер возникли почти сразу же по его приезде в Веденсвиль. В своём письме Августу Дерну он даже обвинял его в том, что тот передал ему в Веденсвиль не те саженцы. Эти подозрения усилились тем, что ни один из сортов, выведенных позднее в Гайзенхайме, Вюрцбурге или Альцае скрещиванием  Рислинг × Сильванер, не демонстрировал «характер» Мюллера-Тургау — впервые на это указал доктор Генрих Бирк в начале 1950-х. В 1952 году доктор Ганс Брейдер (нем. Hans Breider; 1908—2000) заявил, что он не замечает в Мюллер-Тургау никаких характеристик Сильванера, как возможного опылителя. А в 1957 году, доктор Хайнц Мартин Эйхельсбахер (нем. Heinz-Martin Eichelsbacher; 1924—2003) пришёл к выводу, что Мюллер-Тургау происходит из сортов группы Рислинг-Мускателлер-Гутедель.
Некоторое время предполагалось, что сорт появился в результате скрещивания Рислинг × Рислинг, пока не началась эра генетических исследований. В 1996 году  в австрийском Федеральном институте виноградарства и помологии Клостернойбурга доктор Фердинанд Регнер (нем. Ferdinand Regner) решил, что второй родитель, это Адмирабль де Куртилье, известный также, как Шасла де Куртилье. Причём он проводил анализы дважды, и в первый раз ошибочно посчитал, что второй родитель, это Шасла, а во второй раз, и тоже ошибочно, он посчитал родителем сорт Шасла де Куртилье. Практически сразу, по результатам повторных анализов, проведённых в Институте виноградарства Гайльвайлерхоф в Зибелдингене, одном из филиалов Института Юлиуса Кюна, было обнаружено, что, несмотря на полученные правильные результаты, Регнер не смог правильно их интерпретировать, и настоящий второй родительский сорт, это Мадлен рояль, ныне почти исчезнувший. Окончательно, точку в поисках родительских сортов в 2010 году поставил швейцарский ампелограф доктор Жозе Вуйямо, полностью установивший генеалогию сорта.

### Путь к популярности
В 1920 годы, в Германии было уже довольно много экспериментальных посадок  Мюллера-Тургау, но настоящий рост популярности начался с 1938 года благодаря усилиям Георга Шоя в городе Альцай. К 1950 годам, сорт стал наиболее популярным среди нововыведенных. В 1970 году он был классифицирован, как рекомендуемый сорт для всех немецких винодельческих регионов. В период с середины 1970-х годов по середину 1990-х он стал самым популярным сортом винограда в Германии. Впоследствии он уступил первое место Рислингу, но до сих пор занимает высокое второе место по занятым площадям виноградников и объёмам производства, хотя эти значения постепенно уменьшаются год от года.
По состоянию дел на начало 2020-х, можно утверждать, что  Мюллер-Тургау, это наиболее успешный нововыведенный сорт винограда, не только в Германии, но и по всему миру, где он успешно культивируется с середины XX века.

## География
Культивируется в Германии (12 500 га), Австрии (1800 га), Венгрии (1700 га), Чехии (1500 га), Северной Италии (1300 га), Словакии (500 га), Швейцарии (460 га), Люксембурге (300 га), Словении (120 га). Незначительно произрастает в Австралии, Великобритании, Испании, Канаде, Молдавии, Новой Зеландии, России, Румынии, США, Украине, Франции, Хорватии и Японии[уточнить]
Наиболее важные регионы, это немецкие Рейнгессен, Баден, Пфальц, Мозель и Франкония, итальянский Трентино-Альто-Адидже (Трентино-Южный Тироль), все регионы Австрии, чешская Моравия.

## Характеристики
Кусты среднерослые.
Листья средние, округлые, сильноссеченные, пятилопастные, с крупнопузырчатой поверхностью, с отогнутыми вниз краями лопастей, снизу со слабым паутинистым опушением.
Цветок обоеполый.
Грозди средние, цилиндроконические, средней плотности, иногда крылатые.
Ягоды средние, округлые, светло-зелёные, с желтоватым оттенком. Кожица плотная. Мякоть сочная.
Вызревание побегов хорошее.
Сорт раннего периода созревания. Период от начала распускания почек до полного созревания ягод 135-145 дней при сумме активных температур 2660°С.
Урожайность высокая, 96-100 ц/га.
Сорт относительно морозоустойчив. Сильно подвержен заболеванию милдью (ложной мучнистой росе), слабее оидием и серой гнилью.

## Применение
Используется для производства соков и простых столовых вин, как моносортовых, так и в купажах, например с более ароматными мускатными сортами. Репутацию этому неплохому сорту сильно подпортило его массовое использование для производства «океанов сладковатой алкоголесодержащей жидкости», известной, как Либфраумильх. 
Хорошие вина из Мюллер-тургау обладают лёгкими цветочными и фруктовыми ароматами, низкой кислотностью, светло-жёлтым цветом и лёгкими мускатными тонами. Благодаря высокому содержанию сахара виноград можно использовать в свежем виде, как столовый сорт.

## Потомки

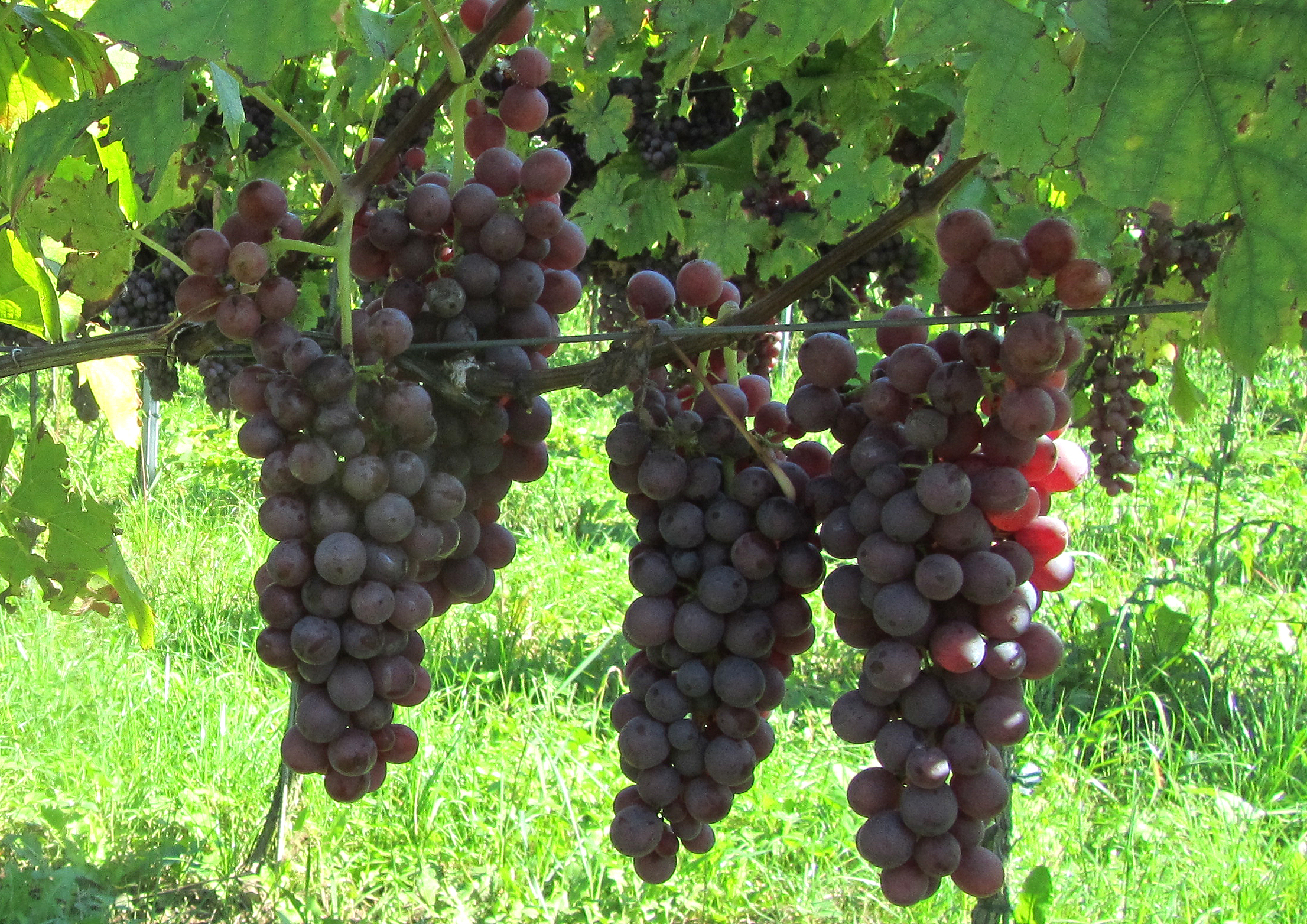
Красная мутация сорта Мюллер-Тургау

Благодаря своим характеристикам, Мюллер-тургау популярен, как родитель для выведения новых сортов. Некоторые его потомки:
- Палава был выведен в 1953 году Йозефом Веверкой скрещиванием Саваньен розе × Мюллер-тургау.
- Перле был выведен в 1927 году Георгом Шоем скрещиванием Гевюрцтраминер × Мюллер-тургау.

Существует мутация c фиолетово-розовым цветом ягод. Её называют Roter Müller-Thurgau или Red Mueller-Thurgau. Она была обнаружена виноградарем Кристофом Суссле (нем. Christoph Süßle) в Бадене, в 1978 году. С 2005 по 2014 год сорт прошёл необходимые проверки, и теперь разрешён к промышленному разведению.

## Синонимы
- Мюллерка (русское разговорное название)
- Мюллерово
- Риванер (нем. Rivaner)
- Рисванец (хорв. Rizvanac)
- Рислинг-Силванер (нем. Riesling-Silvaner)
- Рислингсилвани (венг. Rizlingszilvani)
- Ува ди Лаурия (итал. Uva di Lauria)